# Alvark Tokyo
El Alvark Tokyo es un equipo de baloncesto japonés con sede en la ciudad de Tokio, que compite en la B.League, la máxima competición de su país. Disputa sus partidos tanto en el Gimnasio Nacional Yoyogi, con capacidad para 3,200 espectadores.

## Jugadores destacados
| - Osamu Abe - Tomoo Amino - Seiya Ando - Gaku Arao - Yudai Baba - Seaun Eddy - Takeshi Ejima - Satoru Furuta - Keishi Handa - Tenketsu Harimoto - Kei Igarashi - Akihito Inoue - Takaki Ishida - Reina Itakura - Taishi Ito - Hayato Kantake | - Yoshimune Kato - Shohei Kikuchi - Genki Kojima - Takayuki Kumagai - Keijuro Matsui - Satoshi Miyata - Koju Munakata - Koji Naya - Kohei Ninomiya - Yusuke Okada - Ryumo Ono - Sojiro Ono - Takehiko Orimo - Masahiko Saido - Yutaka Saito - Satoshi Sakumoto | - Ryōta Sakurai - Takeki Shonaka - Yuta Tabuse - Joji Takeuchi - Kosuke Takeuchi - Daisuke Tamura - Daiki Tanaka - Hiroyuki Ueyama - Naoki Uto - Takuma Watanabe - Daiji Yamada - Jeff Ayres - Wilbert Brown - Louis Campbell - Diante Garrett - Jeff Gibbs | - Xavier Gibson - Troy Gillenwater - Brian Hendrick - Tom Hovasse - Alex Kirk - Todd Lindeman - Landen Lucas - Drew Naymick - Charles O'Bannon - Michael Parker - Trent Plaisted - Phil Ricci - Richard Solomon - Steve Thompson - Devin Uskoski - Jawad Williams | - Howard Wright - Zack Baranski - Sean Hinkley - Michael Takahashi - Ken Tanaka - Dan Weiss |